# Франкофобия
Франкофобия — страх или презрение к Франции, французам, французскому правительству или к франкофонам. Термин существовал в различных формах и в разных странах на протяжении веков. Его антоним — франкофилия.

## Франция как континентальный гегемон
Хотя французская история в широком смысле простирается более чем на тысячелетие, её политическое единство восходит к правлению Людовика XI, который создал основу национального государства (а не династического, транснационального образования, характерного для позднего Средневековья). В последние дни «Древнего режима» только аристократы и учёные говорили по-французски в большей части королевства, поскольку около двух третей населения говорили на различных местных языках, часто называемых диалектами.

### Франкофобия в Англии
Англия и Франция имеют долгую историю конфликтов, начиная с битвы при Гастингсе, когда Вильгельм Завоеватель претендовал на английский трон. Прежде чем стать королём Англии, Вильгельм несколько раз конфликтовал со своим сеньором и завоёвывал некоторые соседние феоды. Отношения между странами продолжали оставаться полными конфликтов, даже во время Третьего крестового похода. Средневековая эпоха конфликта достигла кульминации во время Столетней войны, когда дом Плантагенетов безуспешно боролся за контроль над французским престолом и потерял почти все французские владения.
Современная история конфликта между двумя нациями проистекает из подъёма Англии в положение доминирующей торговой и морской державы с конца 17-го века и далее. Враждебность и стратегический конфликт с аналогичными амбициями Франции стали определяющей характеристикой отношений между двумя державами. Время между Славной революцией 1688 года и окончательной капитуляцией Наполеона в 1815 году воспринималось в Британии как затянувшийся франко-британский конфликт, чтобы определить, кто будет доминирующей колониальной державой. Британская враждебность к Католической церкви, которая восходит к более ранним конфликтам с Испанией и католической династией Габсбургов, также способствовала франкофобии, потому что Франция тоже рассматривалась как католическая держава, в то время как большинство британцев были протестантами. Британия также возмущалась вмешательством Франции в войну за независимость США. Повторяющиеся конфликты породили глубокий взаимный антагонизм между двумя нациями.
Основания для конфликта в Британии были не только стратегическими, но и культурными. Действительно, британский национализм, в его зарождающихся фазах, был в значительной степени антифранцузским явлением, и связанные с ним отношения простирались далеко за пределы вопроса побед и проигрышей на различных полях сражений.
Вскоре после Первой мировой войны студент Оксфордского университета Роберт Грейвс написал в своей книге Goodbye to All That:

### Французская революция
Революционные идеи, возникшие во Франции в 1789 году, не были положительно восприняты французскими монархистами и аристократами. В Великобритании они тоже трактовались негативно. Франция, которая на протяжении двух столетий была ведущей европейской державой, резко и агрессивно разрушила феодальный строй. Соседние страны боялись, что революция может распространиться и на них.
Претензий было много:
- Легитимность наследственной монархии была подорвана
- Жестокие, необразованные крестьяне и городская беднота получили власть над бывшими хозяевами
- Революция была антирелигиозной
- Революция представлялась феодальным странам террором, окончившимся деспотизмом Наполеона, и, таким образом, не оправдала стремлений к свободе

Даже в Соединённых Штатах революция пробудила франкофобию среди некоторых членов федералистской партии.

### Эпоха Наполеона
«Гойя написал несколько известных картин, изображающих насилие войн во время наполеоновской эры. В частности, действия французских военных против испанских повстанцев. Это вызвало большое количество критики, о чем свидетельствует картина Третье мая 1808 года».

### Франкофобия в Германии
Начиная с французских вторжений в Германию в конце 18-го века, Франция стала вековым соперником Германии. Растущее немецкое националистическое движение также считало Францию своим самым большим врагом, потому что Франция не только временно завоевала большую часть Западной Германии во время Наполеоновских войн, но и наиболее решительно выступала против идеи единой Германской империи. Франция желала, чтобы Германия оставалась разделённой на множество отдельных государств.
В это время возник миф о так называемой наследственной вражде (по-немецки: Erbfeindschaft), согласно которому романские французы и германские немцы были врагами ещё со времён битвы в Тевтобургском лесу. В 19 веке франкофобия стала обычным явлением в немецком политическом дискурсе. «Иоганн Вольфганг фон Гёте высмеивал это в своём эпосе Фауст» стихом: «Ein echter deutscher Mann mag keinen Franzen leiden, doch ihre Weine trinkt er gern — Настоящий немец не любит французов, но любит пить их вина».
После кульминации франко-германской вражды в обеих Мировых войнах они активно отказались от своей взаимной неприязни во второй половине двадцатого века. Сегодня Германия и Франция являются близкими политическими партнёрами и двумя тесно связанными нациями. Совместная франко-германская телевизионная сеть Arte была основана в 1992 году.

## Франция как имперская держава
Французская колониальная империя заработала много врагов среди колонизированных народов и конкурирующих колониальных стран, особенно Британской империи.

### Франкофобия в Африке и Азии
Вмешательство Франции в гражданскую войну в Кот-д’Ивуаре вызвало антифранцузское насилие со стороны «Молодых Патриотов» и других групп.
Хотя франкофобия во Вьетнаме ослабла, использование таких слов, как thực dân (колонист) для описания французов всё ещё распространено.
Во время битвы при Тамсуи в 1884 году китайцы взяли в плен и обезглавили 11 французских морских пехотинцев и использовали бамбуковые шесты для демонстрации голов публично, чтобы подстрекать антифранцузские чувства в Китае. Фотографии обезглавливания французов были опубликованы в Tien-shih-tsai Pictorial Journal в Шанхае.

## Франция во Второй мировой войне
Премьер-министры Франции в период между мировыми войнами в целом были напуганы намерениями Германии, поскольку Франция понесла больше потерь в Первой мировой войне, чем любая другая западная страна, примерно 1,3 миллиона военных и 1,5 миллиона общих потерь. Соответственно, французская политика в отношении Германии в целом была более агрессивной, чем политика других западных стран. Отношения в то время были очень напряжёнными, и французские лидеры также осознавали, что население Германии (62 миллиона) значительно превышало население Франции (40 миллионов), что является серьёзной стратегической уязвимостью.
Уязвимость и близость Франции к Германии заставили французских лидеров занять более жёсткую позицию по отношению к Германии, чем, например, англичане. Французская оккупация Рейнской области и желание Франции получить репарации, причитающиеся Германии по Версальскому договору с Францией, заставили британских лидеров увидеть французских лидеров как толкающих на войну с Германией.

## Франция как великая держава

### Франкофобия в Австралии и Новой Зеландии
Франции также принадлежат несколько островов в Тихом океане — Новая Каледония, Острова Уоллис и Футуна и Французская Полинезия. В 1980-х годах в Новой Каледонии вспыхнул мятеж сторонников независимости, возглавляемый Национальным фронтом освобождения Канаков-социалистов.
Существует также проблема ядерных испытаний в Тихом океане. С 1960 года там было проведено около 200 ядерных испытаний, что неудоволетворяло Австралию, Новую Зеландию и ряд других тихоокеанских государств. В 1982 году новозеландская регги-группа Herbs выпустила свой прорывной сингл «French Letter», который раскритиковал французские ядерные испытания. Австралия прекратила военное сотрудничество с Францией и ввела эмбарго на экспорт урана во Францию. Решение Ширака провести серию ядерных испытаний в Муруроа 5 сентября и 2 октября 1995 года, всего за год до подписания Договора о всеобъемлющем запрещении ядерных испытаний, вызвало протест во всём мире. Беспорядки произошли по всей Полинезии, и Южнотихоокеанский форум пригрозил приостановить работу Франции.

### Франкофобия в Соединённых Штатах Америки
Несмотря на большой вклад Франции в войну в Персидском заливе в 1991 году и французское присутствие в Афганистане, отказ Жака Ширака воевать в Ираке привёл к значительному росту франкофобии в Соединённых Штатах. Также был отмечен всплеск франкофобии среди различных американских медийных деятелей и политиков. Средства массовой информации News Corporation, в частности сеть Fox News Network, были вовлечены в кампанию, раздувающую франкофобию во время войны.

## Франкофобия в массовой культуре
- «Путеводитель по англичанам», Дэвид Бойл
- Альманах «Русский мiръ. Пространство и время русской культуры» № 6
- "Франц", Франсуа Озон (фильм)
- В двадцать второй серии шестого сезона мультсериала «Симпсоны» употребляется выражение "cheese-eating surrender monkeys", что в переводе означает «капитулирующие обезьяны, которые очень любят сыр" и является прямой отсылкой к французскому народу
- Главный герой советско-польского фильма "Дежа вю", американец Джон Поллак говорит: "Я не люблю французов. Их даже не пускают в нашу гостиницу".

## Критика
Несмотря на многочисленные предрассудки касательно французов и негативные настроения, направленные против французской культуры, движение франкофилии (или галломании), страстное почтение со стороны представителей других наций ко всему французскому: языку, искусству, литературе, истории, кухне, всё же одерживает верх. Как писал в своей книге «Путеводитель по англичанам» Дэвид Бойл: 
«Это не столько открытая ненависть, сколько ревнивое соперничество между союзниками — а французы были союзниками англичан со времён Крымской войны. Это не столько слепая неприязнь, сколько ворчливое entente cordiale — возникший в 1904 году побочный эффект любви Эдуарда VII к парижским борделям.»

Близость русского народа к Франции явно прослеживается в романах Льва Николаевича Толстого «Война и мир», «Анна Каренина». В то время языком дипломатии и высшего образования на большей части Европы был именно французский. Россия, недавно "модернизированная" под началом Петра Великого и Екатерины Великой, не была исключением. Русская элита в начале XVIII века воспитывалась во французской традиции и сознательно стремилась походить на иностранцев. Следующие же поколения уже не "подражали" французским обычаям, а росли вместе с ними. Сильное влияние французской культуры на русские высшие и даже средние классы было очевидно и продолжалось вплоть до революции 1917 года.
Даже в Англии - стране, где антифранцузские настроения укоренены наиболее сильно, среди выдающихся политиков и писателей нередко встречались франкофилы. Например, Чарльз Диккенс, произнося речь в Париже в 1846 году, назвал французов "первыми людьми во вселенной". А писатель и дипломат Гарольд Никольсон, однажды приехав во Францию, пал ниц и начал целовать землю. Когда его спросили "Monsieur a laissé tomber quelque-chose?" (что в переводе означает: «Сэр, вы что-то уронили?»), Никольсон ответил "Non, j'ai retrouvé quelque-chose" («Нет, я кое-что нашёл").